# Kami

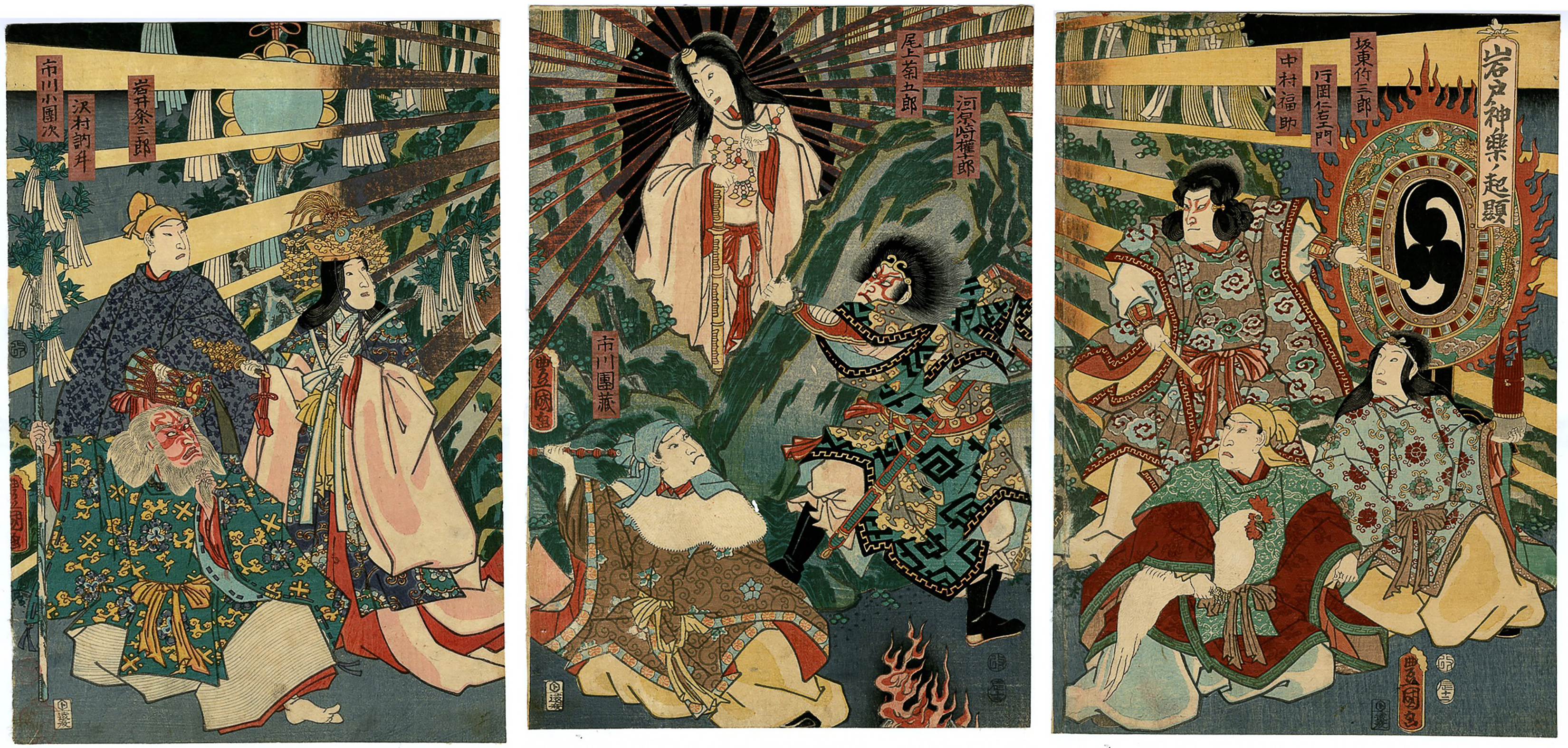
Die Kami Amaterasu verlässt ihre Höhle – eine der seltenen bildlichen Darstellungen von Kami in der japanischen Kunst, hier von Kunisada.

Kami (japanisch 神) bezeichnet in erster Linie im japanischen Shintō (Shintoismus) verehrte Geister oder Götter. Im Japanischen kann der Begriff allerdings auch auf Gottheiten anderer Religionen bezogen werden (siehe unten).
Eine konkrete Übersetzung des Begriffs ins Deutsche ist schwierig. Das Konzept kami kann u. a. auf Naturgeister, Gespenster und die Seelen Verstorbener angewandt werden, die in anderen Kulturen nicht oder selten als „Gottheiten“ bezeichnet werden. Wie auch in anderen polytheistischen bzw. animistischen Religionen üblich, weisen Kami die aus monotheistischen bzw. philosophischen Religionen bekannten Eigenschaften des einen bzw. höchsten Gottes nicht oder nicht unbedingt auf (z. B. Unendlichkeit, Allwissenheit, Unveränderbarkeit, Allmacht). Überdies kann alles als Kami angesehen werden, was in Menschen eine intensive emotionale Reaktion hervorruft – sei es Ehrfurcht, Freude, Faszination, Verwunderung, Angst oder andere Gefühle.
Wie der Shintō selbst haben auch die Konzeptionen von Kami im Laufe der Geschichte mehrere wesentliche Änderungen erfahren. Der Begriff „Kami“ ist daher nur unter Bezugnahme auf den Kontext seiner geschichtlichen Entwicklung angemessen zu erklären.
Einer Redewendung nach ist die Zahl der Kami yaoyorozu (八百万), was wörtlich „acht Millionen“ bedeutet, allerdings eher im Sinne von „Myriaden“ zu verstehen ist. Der Shintō kennt sowohl Kami, die menschliche Wesens- und Charakterzüge zeigen, und daher als jinkakujin (人格神), menschliche Kami bezeichnet werden, als auch gestaltlose Schutzgottheiten (守護神, shugojin), die den Menschen Gnade und Wohltaten zukommen lassen.
Kami werden von Schamanen herbeigerufen, überredet oder wiederholt um Hilfe gebeten. Sie können vorübergehend in yorishiro – langen, dünnen Objekten wie Bäumen, Stäben, oder phallus-ähnlichen Objekten – residieren. Ihr traditioneller Wohnsitz ist in den Bergen.
Eine der noch heute populärsten Definitionen ist die mehr auf Psychologie ausgerichtete des Kokugaku-Gelehrten Motoori Norinaga (1730–1801):

„[…] Allgemein bezieht sich das Wort ‚Kami‘ in erster Linie auf die verschiedenen Kami des Himmels und der Erde in den japanischen Klassikern und die Geister [mitama], die in ihren Schreinen eingeschreint sind, und unnötig zu sagen, daß es sich auch auf Menschen bezieht, sogar auf Vögel und Tiere, Gras und Bäume, Meere und Berge – und alles sonst, was überragende und außergewöhnliche Macht besitzt und Ehrfurcht auslöst […]“

## Wortbedeutung
Die Herkunft des Wortes ist umstritten. Allgemein wird ein Ursprung im Altjapanischen vermutet. Verschiedene Etymologien des Wortes kami schlagen eine Erklärung durch Ableitung auf Auslassung mittlerer Silben der Wörter kamugami („dem Blick erstrahlen“) oder kagami („Spiegel“) vor, womit ursprünglich das Wesen der Kami umschrieben worden sein soll. Es wurde nachweislich zum ersten Mal in der Yayoi-Zeit verwendet. Die gradlinigste Ableitung ist die von kami = 上 mit der Bedeutung die, die über mir sind, so wie in 上様, heute noch als Chefin des Hauses in Gebrauch.
In der Sprache der Ainu existiert der Begriff kamuy („Bär“, „Gottheit“), der wahrscheinlich als Lehnwort aus dem Altjapanischen in die Ainu-Sprache einfloss. Die Ainu-Linguistin Tresi Nonno hingegen behauptet, dass das Wort während der Jōmon-Zeit aus der Ainu-Sprache in das Japanische entlehnt wurde. Auch der Missionar John Batchelor nahm an, dass der Begriff seinen Ursprung bei den Ainu hatte.
Andere Herleitungen vermuten hingegen einen sibirischen Ursprung von dem Wort Kam (mongolisch für Schamane) oder einen Ursprung aus malayo-polynesischen Sprachen. Diese Herleitungen gelten jedoch heute als unwahrscheinlich.

### Japanische Synonyme
Abgesehen von kami gibt es auch andere, eher archaische Bezeichnungen für japanische Götter wie mono, tama, chi und mi, die sich nur schwer von kami abgrenzen lassen und in den ältesten japanischen Schriften, wie dem Nihonshoki, dem Kojiki und den Fudoki in nahezu identischer Weise gebraucht werden. Es existieren darüber hinaus synonyme chinesische Lehnwörter wie jingi (神祇) oder kishin (鬼神), die jeweils das Zeichen für kami 神 (sino-japanisch shin, jin) enthalten. Der Name Shintō lässt sich auf diese chinesischen Worte zurückführen und bedeutet “Weg der Götter” (shin = “Götter”; do = “Weg”).

## Typologien der Kami
Grob lassen sich die Kami des Shintō in folgende Kategorien einteilen:
- Vergöttlichte Naturwesen und Naturphänomene
- Zaubertiere (gewöhnlich boshafte Schlangen- oder Fuchsgeister, die vom Menschen Besitz ergreifen)
- Ahnengottheiten bzw. -geister (mythologische Figuren)
- Gottheiten indischen, chinesischen oder koreanischen Ursprungs
- Vergöttlichungen von einflussreichen historischen Personen
  - Sonderfall: Vergöttlichung von rachsüchtigen Totengeistern (goryō)
- Vergöttlichte Gegenstände

Die älteste und ursprüngliche der Kategorien sind wahrscheinlich die vergöttlichten Naturphänomene, die auf die Wurzeln des Shintō in den verschiedenen ethnischen Religionen Südostasiens hinweisen und eine Form des Pantheismus sind. Die Japaner des Altertums haben in Bergen, Flüssen, Megalithen, Tieren und Pflanzen sowie in Naturerscheinungen wie Feuer, Regen, Wind und Gewitter etwas Göttliches gesehen.
In den prähistorischen Stammeskulturen Japans entwickelten sich aus der Ahnenverehrung einzelne Ujigami mit ihren individuellen Verehrungsriten, von denen sich einige durch Kontakt zwischen den Stämmen weiter verbreiteten.
Von den Ahnengeistern werden zwei Arten unterscheiden. Die einen, die schon das Stadium des Buddhaseins erreicht haben (in der Regel 33 Jahre nach ihrem Tod). Diese erscheinen den Schamanen oft in der Form eines Juwels (tama). In manchen Gegenden Japans werden diese Ahnengeister als kami in den öffentlichen Shinto-Schrein überführt und dienen ihrer Kommune als Schutzgottheiten (ujigami). Ahnengeister, die noch nicht das Stadium des Buddhaseins erreicht haben, erscheinen den Schamanen als unterscheidbare und erkennbare Individuen. Die andere Art der Ahnengeister sind böswilliger Natur. Dazu gehören die Geister von Verstorbenen, die von ihren Nachfahren keine Aufmerksamkeit erhalten, Ahnengeister, die keine Nachfahren haben, die für sie sorgen, und Geister von Menschen, die einen frühen, unnatürlichen Tod gestorben sind. Diese Geister brauchen besondere Beachtung, damit sie den Weg zum Buddha-Dasein finden können. Schamanen können diese Geister befragen und herausfinden, was ihnen fehlt, damit die Nachkommen entsprechende Hilfestellung geben können.
Wesentlich für die Geschichte der Kami ist der shintō-buddhistische Synkretismus (shinbutsu shūgō). Dieses Phänomen beschreibt die seit der Einführung des Buddhismus aus China nach Japan im ausgehenden 6. Jahrhundert komplexe Interaktion und Verschmelzung buddhistischer Lehren und Vorstellungen mit der ursprünglichen Religion Japans. Die zuerst übliche Vorstellung betrachtete die neuen Götter lediglich als ausländische Kami (蕃神 banshin) bzw. Buddha-Kami (busshin). Die spätere buddhistische Lehrmeinung des honji suijaku (本地垂迹, ursprüngliche Substanz und manifeste Spuren) erklärte die Verehrung buddhistischer Mönche und Bodhisattvas zu abgeleiteten Verehrungen transzendentaler Wahrheiten. Innerhalb dieses Systems wurden die Kami als myōjin (immanente Gottheit) und gongen (権現, Avatar) bezeichnet.
Auch andere aus dem Ausland importierte Religionen wie der Daoismus und der Konfuzianismus beeinflussten die Auszeichnungen, Beschreibungen und Bezeichnungen wesentlich.

### Besondere Kategorien und Konzepte
- Amatsukami (天津神) bzw. Tenjin (天神) – Himmelskami
- Kunitsukami (国津神) bzw. Chigi (地祇) – Erdkami
- Banshin (蕃神/蛮神) – Ahnengötter von nach Japan eingewanderten Völkern und Stämmen, wörtlich Barbaren-Kami
- Boshijin (母子神) – Mutter-Kind-Götterpaar, die gemeinsam verehrt werden
- Gairaishin (外来神) – Kami, die von außen übernommen wurden
- Gunshin (軍神) – Kami der Kriegskunst
- Haishishin (配祀神) bzw. Haishin (配神) – „Nebenkami“ eines Schreins im Gegensatz zum Shushin
- Haraedo no Kami (祓戸の神) – Ortskami, das bei der Reinigungszeremonie angerufen wird
- Himegami (姫神/比売神) – weibliche Kami, Göttin
- Hitorigami (一人神) – Einzelkami, im Gegensatz zu denen, die als Mann-Frau-Paare auftreten
- Kamurogi/Kamuroki (神漏岐) und Kamuromi (神漏美) – Sammelbegriffe für männliche bzw. weibliche Ahnen-Kami
- Kotoamatsukami (別天津神) – die ersten fünf Kami aus dem Kojiki (Die Zōkasanshin + Umashiashikabihikoji-no-Kami und Ame-no-tokotachi-no-Kami)
- Mikogami (御子神) – Nachkomme eines Kami
- Mikoto (尊/命) – Ehrentitel, den eine Kami oder eine verehrte Persönlichkeit trägt
- Myōjin – Archaischer Begriff für Kami mit besonders beeindruckenden Kräften oder Tugenden
- Saijin (祭神) – Sammelbegriff für alle in einem Schrein verehrten Kami, d. h. Shushin und Haishishin
- Shingō (神号) – göttlicher Titel eines Kami
- Shinshi (神使) – göttlicher Diener, Gehilfe eines Kami in Tierform
- Shinjū (神獣) – göttliche Tiere
- Shushin (主神) – Haupt-Kami eines Schreins
- Sumegami (皇神) – noble Kami, vor allem Vorfahren der kaiserlichen Familie
- Tenjinchigi (天神地祇) kurz: Jingi (神祇) – Sammelbegriff für die Kami von Himmel und Erde
- Wakamiya (若宮) – Schrein, der ein Ableger eines Hauptschreins ist, oder wo ein Nachkomme der Hauptgottheit verehrt wird
- Zōkasanshin (造化三神) – Die drei Kami der Schöpfung (Amenominakanushi, Takamimusuhi und Kamimusuhi)

## Liste einiger bekannter Götternamen
- Amaterasu
- Ame no Koyane
- Ame no Uzume
- Amatsuhiko Ho no Ninigi (Ninigi)
- Benten
- Bishamon
- Daikoku
- Ebisu
- Fukurokuju
- Hachiman
- Hoderi
- Hoori
- Hotei
- Inari
- Izanagi
- Izanami
- Jurōjin
- Magatsuhi-no-kami
- Ōkuninushi
- Sannō
- Sarutahiko
- Shichi Fukujin (die 7 Götter des Glücks)
- Shinigami
- Sumiyoshi Sanjin
- Susanoo
- Tenjin
- Tsukuyomi
- Ukanomitama

## Verwendung außerhalb des Shintō

### Götter der Ainu (Ureinwohner Nord-Japans)
Bedeutende Götter (kamuy) der Ainu sind:
- Ape-huci-kamuy, Feuergöttin
- Aynu-rakkur, auch Oyna-kamuy, Kulturheros
- Cise-kor-kamuy, Gott des Hauses
- Hasinaw-uk-kamuy, Jagdgöttin
- Kotan-kar-kamuy, Schöpfergott
- Kunnecup-kamuy, Mondgott
- Nusa-kor-kamuy, Götterbote
- Sirampa-kamuy, Vegetationsgott
- Tokapcup-kamuy, Sonnengott
- Wakka-us-kamuy, Wassergott

## Sonstiges
Der christliche Gott wurde im Japanischen im 16. Jahrhundert direkt aus dem Portugiesischen oder Lateinischen als deus (デウス) transkribiert oder – in neo-konfuzianistischer, chinesischer Terminologie – als tenshu (天主, Himmelsherr) oder jōtei (上帝, „höchste Wesenheit“) bezeichnet. Erstmals in der Meiji-Zeit wurde im Rahmen der Einführung des protestantischen Christentums in Bibelübersetzungen (1859 und 1862) der Begriff Kami auch für den christlichen Gott verwendet. Auch für die Götter anderer Religionen wurde ab diesem Zeitpunkt der Begriff Kami verwendet.
Ähnlich dem deutschen Wort „Gott“ kann das japanische Kami auch auf eine Person angewandt werden, die auf ihrem Gebiet besonders herausragend ist. Der Fußballgott Pelé ist im Japanischen ein Kami des Fußballs. Als zusätzliche Respektsbezeugung wird oft noch das Anredesuffix -sama angefügt. Wunderkinder werden manchmal ebenfalls als Kami bezeichnet.
Der aus dem Militär bekannte Begriff Kamikaze bedeutet Götterwind.